# سيهيم - يوجينهايم
سيهيم - يوجينهايم (بالألمانية: Seeheim-Jugenheim) هي بلدية في درمشتات -دايبرغ في مقاطعة هيس بألمانيا. يبلغ تعداد السكان حوالي 17,000.

## توأمة
لسيهيم - يوجينهايم اتفاقيات توأمة مع كل من:
- فيلناف دورنون
- Kosmonosy [الإنجليزية]‏
- Ceregnano [الإنجليزية]‏

## أعلام
- أرنولد إريك بيرغر
- يورغن والتر
- جورج غوتليب شميدت
- روبن بينزينج
- سباستيان روده